# Microserica magnifica
Microserica magnifica är en skalbaggsart som beskrevs av Brenske 1899. Microserica magnifica ingår i släktet Microserica och familjen Melolonthidae. Inga underarter finns listade i Catalogue of Life.